# N356 (België)
De N356 is een gewestweg in België tussen Nieuwpoort (N367) en Ramskapelle (N355). De weg heeft een lengte van ongeveer 3 kilometer.
De gehele weg bestaat uit twee rijstroken voor beide rijrichtingen samen.

## N356a
De N356a is een 1 kilometer lange verbindingsweg tussen de N356 en de N355 waar de weg uitkomt bij de rotonde voor de toerit naar de snelweg A18 E40. De weg draagt de straatnaam Zesde Liniestraat.